# Sydorkneyöarna
Sydorkneyöarna (engelska: South Orkney Islands) är en ögrupp i Sydatlanten och ett område inom Brittiska Antarktis. Storbritannien och Argentina har gjort anspråk på ögruppen, men enligt Antarktisfördraget, som trädde i kraft 1961, är dessa krav vilande.

## Historia
Öarna upptäcktes och kartlades 1821 av den amerikanska sälfångaren Nathaniel Palmer och den brittiska sälfångaren George Powell. År 1823 utforskade britten James Weddell öarna och namngav dessa. Storbritannien administrerade ögruppen från 1908 som en del av området Falklandsöarna, före de år 1962 uppgick i Brittiska Antarktis.

## Geografi
Öarna har en area av 622 km² och ligger nordost om Antarktiska halvön. Ögruppens högsta höjd är Mount Nivea (1 266 m ö.h.) som ligger på huvudön Coronation Island. Öarna består till 85 procent av glaciärer och större delen av året är öarna snö- och istäckta, förutom under en kort period under försommaren. De är obebodda, även om det finns ett antal forskningsstationer. Ögruppen förvaltas direkt från Storbritannien av FCO (Foreign and Commonwealth Office).